# Якупчевич, Ивана
Ивана Якупчевич (хорв. Ivana Jakupčević; род. 20 апреля 1977 года в Загребе, Югославия) — хорватская фигуристка, выступавшая в одиночном разряде. На взрослых международных соревнованиях её лучшим достижением является 2-е место на Золотом коньке Загреба 1992. Участвовала в зимних Олимпийских играх 1998 в Нагано, где заняла 25-е место.
Ивана Якупчевич завершила любительскую карьеру после сезона 1999-2000 на зимней Универсиаде, в сборную на смену ей пришла Идора Хегель. Помимо родного хорватского языка, знает также словенский и русский. В данный момент Якупчевич является главным тренером хорватской сборной по фигурному катанию, а также судьей Международного союза конькобежцев (ISU). Её ученицей, в том числе, являлась Мирна Либрич.

## Спортивные достижения
| Соревнования            | 1992—1993 | 1993—1994 | 1994—1995 | 1995—1996 | 1996—1997 | 1997—1998 | 1999—2000 |
| ----------------------- | --------- | --------- | --------- | --------- | --------- | --------- | --------- |
| Зимние Олимпийские игры |           |           |           |           |           | 25        |           |
| Чемпионаты мира         |           |           | 29        | 29        | 29        | 31        | 23        |
| Чемпионаты Европы       |           |           | 25        | 28        | 29        | 19        |           |
| Мемориал Карла Шефера   |           | 12        |           |           |           | 14        |           |
| Золотой конёк Загреба   | 2         |           |           |           |           | 5         |           |
| Мемориал Ондрея Непелы  |           |           |           |           | 14        | 4         |           |